# Kamila Jiroudková
Kamila Jiroudková (7. prosince 1915, Přerov – 21. května 1976, Praha) byla česká překladatelka především z němčiny a okrajově z ruštiny a slovenštiny. Působila také jako pracovnice Svazu československých spisovatelů.

## Překlady

### Překlady z němčiny
- 1951 - Heinrich Heine: O Německu, společně s Annou Siebenscheinovou a Františkem Hrubínem.
- 1952 - Heinrich Heine: Z cest.
- 1954 - Heinrich Heine: Obrazy z cest, společně s Annou Siebenscheinovou a Frantriškem Hrubínem.
- 1855 - Eduard Claudius: Ráj bez blaženosti.
- 1958 - Gottfried Keller: Škola pohnutého života.
- 1958 - Hans Fallada: Pijan.
- 1958 - Hans Fallada: Vlk mezi vlky.
- 1960 - Johann Peter Eckermann: Rozhovory s Goethem,
- 1961 - Johan Wolfgang Goethe: Viléma Meistera léta tovaryšská.
- 1962 - Erwin Strittmatter: Divotvorce.
- 1964 - Christa Wolfová: Rozdělené nebe,
- 1965 - Friedrich Feld: Kočka, která uměla všecky řeči světa.
- 1965 - Eduard Claudius: Dívka Vlahý oblak.
- 1967 - Eduard Claudius: Když se ryby pásly na nebi.
- 1967 - Hermann Kant: Aula.
- 1967 - Erwin Strittmatter: Paličák Ole.
- 1968 - Hans Baumann: Jeskyně velkých lovců.
- 1968 - Alfred Döblin: Berlín, Alexandrovo náměstí.
- 1969 - Gottfried Keller: Zelený Jindřich.
- 1969 - Mendel Mann: Dům v trnoví.
- 1972 - Anna Seghersová: Vzpoura rybářů ve Svaté Barbaře.
- 1973 - Theodor Storm: Pavel komediant.
- 1974 - Franz Fühmann: Žonglér v kině.
- 1974 - Horst Bastian: Tuláci.
- 1974 - Theodor Fontane: Toužení soužení.
- 1974 - Benno Pludra: Dobrodružství malého trosečníka.
- 1977 - Hans Fallada: Zlato za železo.
- 1977 - Theodor Storm: Včelí jezero
- 1977 - Anna Seghersová: Neobvyklá setkání.
- 1977 - Christa Wolfová: Berlín, Pod lipami.
- 1979 - Karel May: V Súdánu.

### Překlady ze slovenštiny
- 1949 - Dominik Tatarka: Farská republika.
- 1952 - Fraňo Kráľ: Děti Zuzany Čenkové.

### Překlady z ruštiny
- 1952 - Sergej Vasiljevič Nikolskij: Karel Čapek.
- 1953 - Stěpan Petrovič Ščipačov: Poesie, spolupřekladatelka.
- 1953 - Michail Vasiljevič Isakovskij: O básnickém mistrovství.
- 1959 - Stěpan Petrovič Ščipačov: Sloky lásky, společně s Ladislavem Fikarem